# Луньга
Луньга (эрз. Лувне) — село в Ардатовском районе Мордовии. Входит в состав Каласевского сельского поселения.

## Название
Название-характеристика: от луньге «неглубокая лощина».

## География
Расположено на реке Алатырь, в 30 км от районного центра и 15 км от железнодорожной станции Бобоедово.

## История
В «Списке населённых мест Симбирской губернии» (1863) Луньга — село удельное из 99 дворов Ардатовского уезда. В «Книге письма и дозору Ивана Усова и Ильи Дубровского» (1614) говорится, что жители Луньги имели «140 четей пашни и перелогу 80 четей, дикого поля 400 четей, сеноугодий меж пашен и по рке Ковлю 20 десятин».
В 1930-е годы в Луньге был создан колхоз, с 1997 года — СХПК «Наша Победа».

## Население
| 2001 | 2002 | 2010 | 2012 | 2013 |
| ---- | ---- | ---- | ---- | ---- |
| 416  | ↘376 | ↘305 | ↘282 | ↘250 |

Население 416 чел. (2001), в основном мордва-эрзя.

## Инфраструктура
Магазин, Дом культуры, библиотека, медпункт.

## Люди, связанные с селом
Родина легкоатлета В. В. Маколовой, заслуженного учителя школы МАССР А. Я. Романовой, героя Социалистического Труда Г. С. Баринова, заслуженного рационализатора РСФСР М. Г. Аношкина.

## Источник
- Энциклопедия Мордовия, О. Ю. Бояркина.